# Åsne Seierstad
Åsne Guldahl Seierstad (ur. 10 lutego 1970 w Oslo, Norwegia) – norweska dziennikarka-wolny strzelec i pisarka, najbardziej znana dzięki relacjom o życiu codziennym w strefach działań wojennych (Kabul po 2001, Bagdad w 2003 i zrujnowane miasto Grozny w 2006).

## Życie osobiste i zawodowe
Åsne Seierstad studiowała na Uniwersytecie Oslo, gdzie z powodzeniem ukończyła rusycystykę, iberystykę i historię filozofii. W latach 1993–96 była reporterką gazety Arbeiderbladet w Rosji, a w 1997 roku w Chinach. W latach 1998–2000 pracowała dla państwowej telewizji NRK, dla której relacjonowała sytuację w Kosowie.
Następnie była reporterką w Afganistanie, Iraku, Czeczenii, zajmowała się także zamachami z 11 września. Pierwszą książkę napisała o Serbii, druga, Księgarz z Kabulu, stała się międzynarodowym bestsellerem, a opowiada o tym, jak Seierstad mieszkała u afgańskiej rodziny w Kabulu po upadku talibów w 2001 roku. Dalsze książki to relacje z trzymiesięcznego pobytu w Bagdadzie przed wybuchem wojny w 2003 roku i pobytu w Czeczenii po ostatniej tamtejszej wojnie.
Obecnie mieszka i pracuje w Oslo. Otrzymała w swoim kraju wiele prestiżowych nagród dla dziennikarzy.